# Кумли
Кумли (ног. Кумлы) — село в Ногайском районе Дагестана. В переводе с ногайского означает Песчаное.
Образует сельское поселение село Кумли как единственный населённый пункт в его составе.

## Этимология
Название имеет тюркское происхождение, так с ног. кумлы переводится как «песчаное».

## Географическое положение
Расположено в 35 км от районного центра села Терекли-Мектеб, на юге Ногайского района в так называемых бурунах (песках), 6 км от границы с Чечнёй.

## Население
| 1926 | 1970  | 1989 | 2002 | 2010 | 2012 | 2013 |
| ---- | ----- | ---- | ---- | ---- | ---- | ---- |
| 176  | ↗1046 | ↘931 | ↗953 | ↘877 | ↘781 | ↘727 |
| 2014 | 2015  | 2016 | 2017 | 2018 | 2019 | 2020 |
| ↘693 | ↘667  | ↘656 | ↘608 | ↘575 | ↘547 | ↘543 |
| 2021 | 2023  | 2024 | 2025 |      |      |      |
| ↗576 | ↘549  | ↘523 | ↗544 |      |      |      |

## Факты
Село подвержено экологическому бедствию. В результате опустынивания происходит подвижка песков на село.